# Enchères à tout prix
 (septembre 2015).
Si vous disposez d'ouvrages ou d'articles de référence ou si vous connaissez des sites web de qualité traitant du thème abordé ici, merci de compléter l'article en donnant les références utiles à sa vérifiabilité et en les liant à la section « Notes et références ».
Enchères à tout prix (Container Wars) est une émission de téléréalité américaine diffusée depuis 2013 sur la chaîne TruTV.
En France, l'émission est diffusée depuis 2015 sur RMC Découverte.

## Concept
L'émission se déroule au port de Los Angeles et montre les ventes aux enchères du contenu de conteneurs lorsque ces derniers ne sont pas réclamés depuis plusieurs mois. La vente donne souvent lieu à des enchères très élevées.

## Émissions
| Saison | Saison | Épisodes | Début           | Fin               |
| ------ | ------ | -------- | --------------- | ----------------- |
|        | 01     | 16       | 13 janvier 2013 | 22 septembre 2013 |
|        | 02     | 13       | 21 janvier 2014 | 22 avril 2014     |

## Épisodes

### Saison 01 (2013)
1. Elixir d'amour (Boom or Bust)
2. Spéculation totale (Matt Attack)
3. Aux armes ! (Israeli Angst)
4. La fin d'un règne (Secret Stash)
5. Qui rira verra (Last Laugh)
6. La fortune sourit aux audacieux (Four-Wheeled Fortunes)
7. Les mystères de l'Orient (Secrets of the Orient)
8. La Team Muscle passe à l'attaque (Shark Attack)
9. La compétition fait rage (Big Guns)
10. 5ème sens (Fur Play)
11. Un filon d'or (Fishy Business)
12. Tout ce qui brille (All That Glitters)
13. Une alliance inattendue (Blow a Casket)
14. Tapis ! (Blowing Smoke)
15. Cargo de contrebande (Cargo Contraband-o)
16. Mystérieuse épave (Lost at Sea)

### Saison 02 (2014)
1. Welcome Back (Seeing Green)
2. De l'Afrique à la Chine (Bizarre Ending)
3. La guerre est déclarée (The Big Apple)
4. Méga cargaison (Eight Tons of Fun)
5. L'incroyable garde-robe (Sailing Away)
6. Jeux d'hiver (Winter Games)
7. Toucher du bois (Surf's Up)
8. Frissons garantis (The Big Not-So-Easy)
9. Du sang neuf (New Blood)
10. Un logo qui peut rapporter gros (Bigger Is Better)
11. Conteneur XXL (Outdoor Adventure)
12. Permis d'exploitation (Damage Control)
13. Criblé de balles (Day Late and a Dollar Short)

## Participants
- Commissaires-priseurs[3]
  - John Kunkle[4] :
  - Penny Daily[5] :
- Enchérisseurs[6]
  - Deana Molle[7]. : Ancienne miss Californie est une chasseuse de trésor de bonne foi.
  - Jason R. Hughes[8] : Acteur et chasseur d'enchères.
  - Matthew Gaus :
  - Mo et Ty, alias la "Team Muscle" :
  - Shlomi, Eyal & Uzi[9] : L'équipe Israélienne.

## Émissions similaires
- Storage Wars : Enchères surprises est la première version, diffusée depuis le 1er décembre 2010.

Le série "Storage Wars" a donné lieu à huit autres déclinaisons, basées sur le même principe :
- Storage Wars : Texas (2011-2014) : Premier spin-off
- Storage Wars : Enchères à New York (2013) : Deuxième spin-off
- Storage Wars: Miami (en) (2015) : Troisième spin-off
- Barry'd Treasure (en) (2014) : Quatrième spin-off
- Brandi & Jarrod: Married to the Jo (2014) : Cinquième spin-off
- Storage Wars : Barry Strikes Back (2015) : Sixième spin-off
- Storage Wars : Adjugé, vendu (Canada) (2013 - 2015) : Première version international
- Storage Wars France : Enchères surprises (2015) (6ter) ; Deuxième version international

Autres émissions similaires :
- Auction Hunters
- Baggage Battles
- Enchères à l'aveugle (Property Wars)
- Enchères à tout prix
- Storage Hunters : La Guerre des enchères
- Box aux enchères (2016) (D8) .